# Niemegk
Niemegk település Németországban, azon belül Brandenburgban. Lakosainak száma 2056 fő (2023. december 31.).

## Népesség
A település népességének változása:
| Lakosok száma | 2332 | 2043 | 2037 | 2042 | 2069 | 2056 |
|               | 2012 | 2017 | 2019 | 2021 | 2022 | 2023 |